# Jamie Cook
Jamie Robert Cook (Sheffield, 1985. július 8. –) az Arctic Monkeys nevű brit együttes gitárosa.

## Pályafutása
A sheffieldi Ecclesfield Gimnáziumba végezte tanulmányait. 2001-ben kapta meg első gitárját, egy év múlva társavaival megalapították az Arctic Monkeys együttest.

## Magánélete
Felesége Katie Downes modell, akit 2012-ben jegyzett el és 2014. március 31-én vett feleségül.

## Fordítás
- Ez a szócikk részben vagy egészben  a   Jamie Cook című angol Wikipédia-szócikk ezen változatának fordításán alapul.  Az eredeti cikk szerkesztőit annak laptörténete sorolja fel. Ez a jelzés csupán a megfogalmazás eredetét és a szerzői jogokat jelzi, nem szolgál a cikkben szereplő információk forrásmegjelöléseként.